# 349 TCN
349 TCN là một năm trong lịch La Mã.